# Vivrò col suo nome, morirà con il mio
Vivrò col suo nome, morirà con il mio è un romanzo di genere autobiografico di Jorge Semprún, noto scrittore spagnolo di nascita ma francese di adozione, che narra la terribile esperienza vissuta nel 1944 nel campo di concentramento di Buchenwald.
Nel romanzo prevale il racconto della terribile vita nel lager tedesco e il motivo della sostituzione dello studente François con la persona dello stesso autore che è ricercato dalla Gestapo, si intreccia col crudo ritratto dei prigionieri sottoposti alle più terribili violenze.
Nel romanzo, l'autore inserisce continui flashback e ricordi autobiografici nei quali egli appare spesso vittima degli stessi compagni.
Le pagine del libro sono ricche di citazioni letterarie, tra le quali primeggia l'amato poeta Garcia Lorca, che fanno da filtro tra lo scrittore e l'orribile spettacolo che lo circonda.
Dalla lettura del libro emergono episodi realmente vissuti che con la loro poesia di commosso ricordo rischiarono il quadro infernale di Buchenwald.

## Edizioni
- Jorge Semprún, Vivrò col suo nome, morirà con il mio, traduzione di Paolo Collo e Paola Tomasinelli, collana Gli struzzi, Einaudi, 2005,  p. 196, ISBN 88-06-17237-9.